# My Fair Lady
My Fair Lady er en musical med musik af Frederick Loewe og tekst af Alan Jay Lerner efter skuespillet Pygmalion af George Bernard Shaw.
Musicalen blev en stor succes. 
My Fair Lady beskriver som teaterstykket Pygmalion en professor i fonetik, Henry Higgins, og hans anstrengelser for at ændre blomsterpigen Eliza Doolittles sprog fra arbejderklasseengelsk til et kultiveret sprog, så folk vil tro hun er fra det bedre borgerskab. 
En række sange fra musicalen er evergreens som The Rain in Spain, I could Have Danced All Night, Get Me to the Church on Time og On the Street Where You Live.

## Historie
Lerner og Loewe var i 1952 begyndt med et forsøg på at omsætte Shaws skuespil til musical, men opgav.
I sommeren 1954 vendte de tilbage til opgaven.
I musicalens første teaterproduktion spillede Rex Harrison professoren, mens Julie Andrews spillede Eliza og Stanley Holloway spillede hendes far skraldemanden Alfred Doolittle.
Musicalen spillede 2717 gange på Broadway fra 15. marts 1956 til 1962.
Musicalen havde engelsk premiere den 30. april 1958 på Theatre Royal, Drury Lane i London.
På trods af Julie Andrews præstation i musicalen fik hun ikke lov til at spille rollen i filmen fra 1964. Rollen gik til Audrey Hepburn.
My Fair Lady er nævnt i Ella Fitzgeralds 1956 version af Richard Rodgers og Lorenz Harts sang Manhattan med stroferne "and 'My Fair Lady' is a terrific show they say / we both may see it close, some day".

## I Danmark
I den første danske produktion af My Fair Lady spillede Mogens Wieth professor Higgins, Eliza blev Gerda Gilboe og Osvald Helmuth spillede skraldemanden der sang "Alfred skal giftes nu til morgen" og "Med lidt lykke og lidt held".
Opførelsen af My fair Lady var en meget stor begivenhed i den  københavnske teaterverden. Forestillingen tiltrak sig megen stor  opmærksomhed før den fik premiere, hvilket skyldtes vanskelighederne med  rollen som Eliza. Efter Ingeborg Brams måtte melde fra blev rollen  tildelt Jeanne Darville, men også hun måtte opgive hvorfor Gerda Gilboe i  sidste øjeblik måtte træde til.
I foråret 1999 spillede Det Ny Teater musicalen i en iscenesættelse af Mogens Pedersen.
Her var Meike Bahnsen Eliza Doolittle, Søren Spanning Henry Higging og Carl Chr. Rasmussen Alfred P. Doolittle.
Musicalen opføres også af amatørensembler. I 2012 er musicalen opført af amatørteatret 7-kanten i Varde og planlagt til opførelse i Festspillene i Østermarie og Nyborg Voldspil i 2024. 

## Roller
| Rolle                                              |
| -------------------------------------------------- |
| Eliza Doolittle, blomsterpige                      |
| Professor Henry Higgins                            |
| Alfred P. Doolittle, Elizas fader                  |
| Colonel Hugh Pickering, ven af Higgins             |
| Mrs. Higgins, Henrys moder                         |
| Freddy Eynsford-Hill, ung mand forelsket i Eliza   |
| Zoltan Karpathy, ungarsk tidligere elev af Higgins |
| Mrs. Pearce, Higgins' husholderske                 |
| Mrs. Eynsford-Hill, Freddys moder                  |